# ケリーズフォードの戦い
ケリーズフォードの戦い（ケリーズフォードのたたかい、英: Battle of Kelly's Ford、またはケリーズビルの戦い、英: Battle of Kellysville）は、南北戦争3年目の1863年3月17日、バージニア州カルペパー郡で、ラッパハノック川沿いの騎兵戦の一部として起きた戦闘である。この年6月に起きたブランディ・ステーションの戦いなど夏のゲティスバーグ方面作戦の騎馬戦の前哨戦となった。北軍騎兵師団ウィリアム・W・アバレル准将の騎兵2,100騎が、ラッパハノック川を越えて、その前の冬に嫌がらせをしてきていた南軍の騎兵隊を攻撃した。南軍フィッツヒュー・リー准将の騎兵旅団約800名が反撃した。北軍は場所によっては成功を収めた後、午後遅くに圧力を受けて後退し、リーの騎兵隊を倒せなかった。

## 背景
北軍のアンブローズ・バーンサイド少将は、1862年12月のフレデリックスバーグの戦いに敗れ、1863年1月の泥の行進という惨めな失敗の後、ポトマック軍指揮官を解任された。その後任であるジョセフ・フッカー少将は、フレデリックスバーグ郊外の冬季宿営地で、即座にその軍隊の再編成と訓練を始めた。フッカーの採った行動で最も重要なものは、軍の中に散りばめられていた小さな騎兵隊を組み合わせて、騎兵1個軍団を作り、ジョージ・ストーンマン少将に率いさせたことだった。この時まで北軍の騎兵隊は、J・E・B・スチュアート少将の指揮する南軍騎兵隊に負け続けていた。北軍は優れた装備があり、兵や馬を多量に補給できるという利点があったが、スチュアートに挑戦できるだけの自信、経験、指導力に欠けていた。
1863年2月25日、スチュアートの重要な部下であり、ロバート・E・リー将軍の甥でもあるフィッツヒュー・リー准将の指揮する南軍騎兵隊400名が、フレデリックスバーグの北西9マイル (14 km)、スタフォード郡にあるハートウッド教会近くを襲撃した。北軍の騎兵はリーの部隊をうまく追撃できず、しかもウィリアム・W・アバレル准将の師団から捕虜150名を逃がしてしまうことになった。アバレルはウェストポイントの陸軍士官学校でフィッツヒュー・リーと同期の親友だった。フッカーはこれに怒り、ストーンマンが南軍のこの種の襲撃を止められなければ解任すると脅した。
これと同時期に、フィッツヒュー・リーはかつての友人と同級生に川越しに嘲弄するようなメッセージを送った。この挑戦的なメッセージの1つは、「貴方の剣を収めて、この州を離れ、家に帰ることを願うものである。貴方は良い馬に乗っているが、私はさらに良いものに乗っている。貴方が家に帰らないのであれば、私の訪問に返礼して、コーヒーの袋を持ってきてくれ」とされていた。
騎兵軍団のアバレルの第2師団から出た斥候が、約3週間後にカルペパー・コートハウス近くで南軍騎兵隊を見つけた。アバレルは3,000名の騎兵と、6門の大砲（ジョセフ・W・マーティン大尉指揮下のニューヨーク軽装砲兵第6大隊）を集め、フォーキア郡とカルペパー郡の間にあるラッパハノック川沿いケリーズフォードに向けて出発した。その動きを遮蔽するために様々な部隊が派遣され、ラッパハノック・ステーションで敵の哨兵と交戦した後で、アバレルの手元には3個旅団2,100名が残っていた。旅団長はアルフレッド・N・ダフィー大佐、ジョン・B・マッキントッシュ大佐、マーカス・リノ大尉だった。これに対抗する南軍はフィッツヒュー・リーが指揮する800名、5個連隊の旅団であり、2門の大砲を持つ砲兵隊が付いていた。
バージニア州ブランディ・ステーションの「グラフィティ・ハウス」の壁に書かれた落書き「メリーランド・スクロール」には、1863年3月16日にブランディ・ステーションで哨兵任務にあった、ジェイムズ・ブレセッドの大隊の施条砲第1号に当てられたメリーランド南軍兵16名の名前があった。広げられた旗（水平スクロールと呼ばれた）には「施条砲」と「第1号、スチュアート騎兵砲兵隊、ブレセッド大隊、哨兵、1863年3月16日」と書かれていた。ブレセッドの大隊は翌日の戦闘に大いに参戦した。

## 戦闘
1863年3月17日早朝、アバレルの前衛隊がラッパハノック川沿いケリーズフォードに到着し、倒木と60名の南軍狙撃兵が自隊の渡河を妨げようとしていることが分かった。渡河の試みは3度激しい銃撃で撃退され、北軍の進行を90分以上遅らせた。アバレルの参謀長サミュエル・E・チェンバレンが、ロードアイランド第1騎兵隊の兵士20名を率いて川を強行突破した。チェンバレンは頭を負傷した。この戦闘での損失は小さかったが、アバレルは慎重に前進し、流れの速い川を渡させるために2時間以上を要した。
リーは、カルペパー・コートハウスの西10マイル (16 km) におり、午前7時半に北軍が渡河していることを知らされた。アバレルの標的はオレンジ・アンド・アレクサンドリア鉄道のブランディ・ステーションであると想定したリーは、その800名を使って北軍の前身を止めようとした。この部隊はケリーズフォードの北西約2マイル (3 km) にあるC・T・ウィートリーの家屋近くに配置された北軍騎兵に遭遇した。ダフィーの旅団が森の左に、マッキントッシュ旅団が中央に、リノの正規兵2個連隊が右手に配され、石壁の背後にあった。
J・E・B・スチュアートもその日たまたまカルペパー・コートハウスにおり、軍法会議に出席していた。戦闘を目撃するために馬で外に乗り出すことに決め、砲兵隊長のジョン・ペラム少佐を連れて行った。彼らはリーの騎兵が苦戦しているところに到着した。勢力比は1対2と劣勢であり、うまい位置に陣取った砲兵と対抗していた。この南北戦争で、南軍の騎兵連隊（バージニア第2騎兵隊）が北軍の突撃に直面して逃亡したのは初めてのことになった。
リーの部隊は5個連隊が横に並んで前進した。バージニア第3騎兵隊と第5騎兵隊が、狙撃兵に導かれ、石壁の間の隙間を見つけられることを予測してその前を走った。ペラムはリーの部隊と共に前に進み、壁の入り口を通って合図を送っているときに、頭上で爆弾が破裂し、小さな破片がその脳に刺さって致命傷を負わせた。ペラムは数時間後に死んだ。南軍の前進は、ペンシルベニア第16騎兵隊のカービン銃と、マーティンの砲兵隊からの砲弾で撃退された。
北軍の左翼では、ダフィーがその陣地を保持せよというアバレルの命令に逆らって突撃を命令した。この急襲でリー部隊は森を抜けてその背後の空き地まで後退を強いられた。リーは前進してくる北軍兵に反撃を打たせたが、優勢な敵勢力と大砲を前に再度後退を強いられた。南軍陣地からの潰走が起こる可能性があったが、リノがダフィー支援のために前進せず、アバレルから早い時間に命令されていた通りその陣地を守った。

## 戦いの後

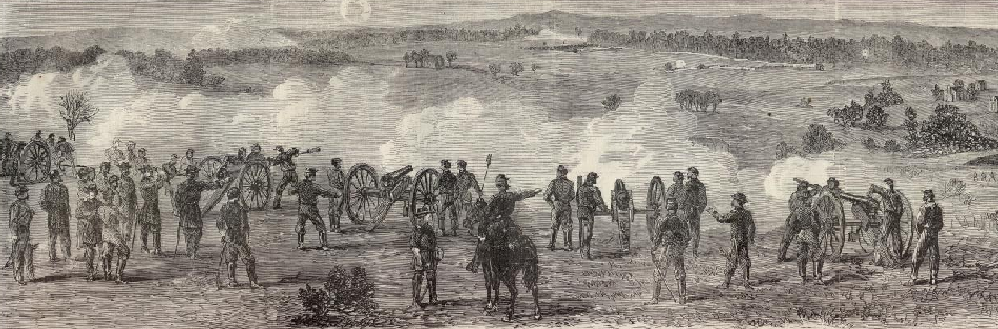
戦闘の様子を描いたイラスト画、1863年の「ハーパーズ・ウィークリー」より

午後5時半までにアバレルは兵士や馬が疲弊してきたことを取り上げ「後退した方が適当と考える」と言った。アバレルの部隊によって負傷させられ捕まえられていた南軍の士官2人にコーヒー1袋を残し、「親愛なるフィッツ、貴方にコーヒーを上げる。これが貴方の訪問だ。お気に召すかな？」というメッセージを渡した。アバレルの仲間の士官数人は、アバレルが正気を失くしたと考えた。戦場にJ・E・B・スチュアートが居り、鉄道の列車が近づいて来る音を聞き、南軍歩兵隊に川を背後に立ち往生させられる可能性を想像して、心配のあまりの沙汰だった。北軍は12時間以上の交戦中に2マイル (3 km) 前進した。その損失は78名（戦死 6名、負傷 50名、不明 22名）だった。南軍の損失は133名（戦死 11名、負傷 88名、捕虜 34名）だった。まだ24歳と若いペラムは、ロバート・E・リー、スチュアート、その他フレデリックスバーグの戦いに参加した古参兵たちから一目置かれており、その喪失は衝撃だった。戦闘後にスチュアートは「勇敢なペラム、高貴で、真摯であり、国民によって悼まれるであろう」と記した。
アバレル軍はリーの小さな部隊を破壊するという目標を達せず、薄暮の中で浅瀬を渡る圧力の下に撤退したので、この戦闘は実質的に南軍の勝利だった。しかし、北軍の騎兵は、スチュアートの伝説的な騎兵に初めて対抗できたということで、士気の面で勝利したと考えた。彼らは自信を増して1863年夏の作戦に入ることができた。この戦闘に参加した騎兵の1人、ロードアイランド第1騎兵隊のジョセフ・A・チェデル中尉はケリーズフォードが「この戦争全体の中で、初めて実があり、そしておそらく最も輝かしい騎兵の戦闘だった」と記した。
北軍も南軍も、南北戦争の間にケリーズフォードを頻繁に利用した。この戦闘で果たした役割に加えて、この年後半に起きた2つの戦闘の舞台になった。すなわち6月9日のブランディ・ステーションの戦いと、11月7日に起きたブリストー方面作戦中の第二次ラッパハノック駅の戦いだった。

## 関連図書
- Longacre, Edward G. Lee's Cavalrymen: A History of the Mounted Forces of the Army of Northern Virginia. Mechanicsburg, PA: Stackpole Books, 2002. ISBN 0-8117-0898-5.
- Longacre, Edward G. Lincoln's Cavalrymen: A History of the Mounted Forces of the Army of the Potomac. Mechanicsburg, PA: Stackpole Books, 2000. ISBN 0-8117-1049-1.
- Starr, Stephen Z. The Union Cavalry in the Civil War. Vol. 1, From Fort Sumter to Gettysburg 1861–1863. Baton Rouge: Louisiana State University Press, 1981. ISBN 978-0-8071-3291-3.